# Reserva Marina Cantagallo Machalilla
Die Reserva Marina Cantagallo Machalilla liegt im Pazifischen Ozean vor der ecuadorianischen Küste. Das Meeresschutzgebiet besitzt eine Fläche von 1422,66 km². Das Reservat wurde mittels Acuerdo Ministerial N° 8 vom 15. Januar 2015 sowie dem Registro Oficial N° 503 vom 19. Mai 2015 eingerichtet.

## Lage
Die Reserva Marina Cantagallo Machalilla liegt vor der Pazifikküste der Provinz Manabí. Das Meeresschutzgebiet grenzt an den Nationalpark Machalilla und liegt vor der Küste der Kantone Puerto López, Jipijapa und Montecristi. Es besitzt eine Ost-West-Ausdehnung von etwa 30 km sowie eine Nord-Süd-Ausdehnung von etwa 45 km. Die Gewässer der Festlandsküste sowie der ihr vorgelagerten Isla Salango gehören zum Nationalpark Machalilla. Im Süden liegt die Grenze zur Provinz Santa Elena, im Nordwesten reicht das Schutzgebiet bis zur Isla de la Plata, die jedoch selbst mit ihren unmittelbaren Küstengewässern nicht zum Meeresschutzgebiet, sondern zum Nationalpark Machalilla gehört.

## Ökologie
Im Meeresschutzgebiet wurden etwa 365 Fischarten gezählt. Es können Wale, Schildkröten, Haie und Mantarochen beobachtet werden. In der Zeit von Mai bis Oktober halten sich Riesenmanta (Mobula birostris) in dem Gebiet auf. Sie bilden dabei eine der weltweit größten Ansammlungen ihrer Art. Es handelt sich hauptsächlich um ausgewachsene Tiere, die das Areal zur Nahrungsaufnahme und zur Fortpflanzung nutzen.